# Vidéoclick
La Quatre et Vidéoclick était une chaîne de télévision thématique commerciale privée de la Communauté française de Belgique.

## Histoire de la chaîne
Le groupe Youth Channel Television qui opère les chaînes belges AB3 et AB4, est entré en négociation en 2004 avec le CSA de la Communauté française de Belgique pour obtenir une nouvelle licence de diffusion. Baptisée AB5, ce projet de nouvelle chaîne présenté au CSA devait être la version belge d'AB1, ciblant les 15/25 ans en diffusant des mangas et de la musique. AB Groupe, qui contrôle YTV, souhaitait ainsi concurrencer frontalement les chaînes du groupe TVI SA en proposant un formatage de ses trois chaînes proche de celui de RTL Group en Belgique : AB3, la chaîne généraliste en concurrence avec RTL-TVI, AB4, la chaine sénior en concurrence avec Club RTL et AB5, la chaine jeune en concurrence avec Plug RTL.
Alors que Claude Berda, patron du groupe AB, était toujours en conflit avec le Conseil Supérieur de l’Audiovisuel pour le non-respect par AB3 de certaines obligations en 2001 et 2002, les membres du CSA ont accordé une licence de diffusion d’une durée de 9 ans à AB5 le 18 février 2005. Le lancement de la chaîne fut toutefois reporté faute d'accords de diffusion non finalisés avec les cablo-opérateurs. Des tests de diffusion eurent lieu sur le réseau Idéatel (région de Mons) avec l'ouverture d'un canal diffusant en continu des clips durant plusieurs jours, ainsi que sur le réseau Igeho (Hainaut Occidental) où le canal 72 montrait un écran noir durant quelques jours aussi puis sur le réseau Coditel de février 2005 à août 2006.
En septembre 2006, la chaîne est officiellement lancée sous le nom de La Quatre et change radicalement de concept en reprenant l'idée de base d'AB4 à sa création, c’est-à-dire une chaîne pour les séniors diffusant des séries culte des années 1960, 70 et 80, mais aussi des grands classiques du cinéma. Ce changement de nom permet au groupe AB de recycler l'habillage inutilisé prévu en 2005 pour sa chaîne NT1 diffusée sur la télévision numérique terrestre française qui devait s'appeler "La Quatre". Il permet également à la chaîne de s'inscrire directement à la suite des trois chaînes du groupe public RTBF, comme pour mieux souligner qu'elle est la quatrième chaîne nationale belge francophone en lieu et place de RTL-TVI redevenue luxembourgeoise en 2005.
Faute d'avoir trouvé son public, et trop similaire à AB4, AB Groupe a décidé de mettre fin à la diffusion de "La Quatre" le 3 avril 2007.
Le 3 avril 2007, Vidéoclick a succédé à l'ancienne chaîne jusqu'alors nommée La Quatre (auparavant le projet AB5) et est devenue une chaîne thématique issue d'un site web.

Logo de "La Quatre" de 2006 au 3 avril 2007
Logo de Vidéoclick du 3 avril 2007 au 29 juillet 2009.

## Organisation

### Dirigeant
Président :
- Rolland Berda

### Capital
Vidéoclick est détenue à 100 % par BTV SA (anciennement YTV), filiale à 49 % de AB Groupe, et Ipercast SA.

## Programmes
Auparavant, La Quatre diffusait les mêmes programmes que la chaîne AB4, c'est-à-dire des feuilletons, des séries et films anciens.
Il n'y avait cependant pas de call-tv et pas de téléachats.
Pendant les call-tv et les téléachats qui passaient sur AB4, La Quatre diffusait des séries anciennes.
À ses débuts, les programmes qui étaient diffusés sur AB4, (mis à part les call-tv et les téléachats) passaient en simultanée sur La Quatre. Puis La Quatre diffusait toujours les mêmes programmes, mais en différé de parfois plusieurs jours.
La Quatre diffusait à partir de mars 2007 des tests de Videoclick tous les matins jusque midi et reprenait ses programmes jusqu'en soirée.
Actuellement, Videoclick diffusait des mini-spots publicitaires, des vidéos d'humour, des extraits de clips, de films... provenant du site même de la chaîne. Les internautes du site web de la chaîne votaient pour les vidéos qu'ils désiraient voir passer sur la chaîne Videoclick.
L'habillage antenne de Videoclick avait changé en juillet 2008.

## Diffusion
La Quatre était diffusée sur le réseau de télévision numérique câblé Coditel en région bruxelloise et sur Ideatel (Mons et Centre). La chaîne était aussi diffusée depuis mi-mars 2007 dans le bouquet Select de Belgacom TV.
Vidéoclip était depuis avril 2007 diffusée sur le bouquet satellite d'AB Sat, ainsi que sur le site internet de la chaîne.